# Anguliphantes
Anguliphantes is een geslacht van spinnen uit de familie hangmatspinnen (Linyphiidae).

## Soorten
De volgende soorten zijn bij het geslacht ingedeeld:
- Anguliphantes angulipalpis (Westring, 1851)
- Anguliphantes cerinus (L. Koch, 1879)
- Anguliphantes curvus (Tanasevitch, 1992)
- Anguliphantes dybowskii (O. P.-Cambridge, 1873)
- Anguliphantes karpinskii (O. P.-Cambridge, 1873)
- Anguliphantes maritimus (Tanasevitch, 1988)
- Anguliphantes monticola (Kulczyński, 1881)
- Anguliphantes nasus (Paik, 1965)
- Anguliphantes nepalensis (Tanasevitch, 1987)
- Anguliphantes nepalensoides (Tanasevitch, 2011)
- Anguliphantes ryvkini (Tanasevitch, 2006)
- Anguliphantes sibiricus (Tanasevitch, 1986)
- Anguliphantes silli (Weiss, 1987)
- Anguliphantes tripartitus (Miller & Svaton, 1978)
- Anguliphantes ussuricus (Tanasevitch, 1988)
- Anguliphantes zygius (Tanasevitch, 1993)